# École crétoise
L'école crétoise fut une école d'iconographie postbyzantine qui exista du XVe siècle au XVIIe siècle, en Crète, laquelle était à l'époque possession de la république de Venise. Après l'expulsion des Vénitiens par les Turcs au XVIIe siècle, l'école survécut dans les îles Ioniennes.
L'école crétoise mélangeait les motifs de l'art byzantin avec ceux de l'art italien. Les travaux de ses maîtres étaient prisés et demandés aussi bien par les catholiques que par les orthodoxes suivant des styles « grec » (maniera greca, c'est-à-dire orthodoxe) ou « latin » (maniera latina, c'est-à-dire catholique).

## Maîtres réputés
- Théophane le Crétois, XVIe siècle
- Michel Damaskinos, XVIe siècle
- Victor le Crétois, XVIIe siècle
- Le Greco, XVIe et XVIIe siècles
- Emmanuel Tzanes, XVIIe siècle
- Théodore Poulakis, XVIIe siècle
- Georges Klontzas (1540-1608), à qui l'on doit un triptyque dit de Drnis, du Jugement dernier qui daterait de 1591[4],[5].

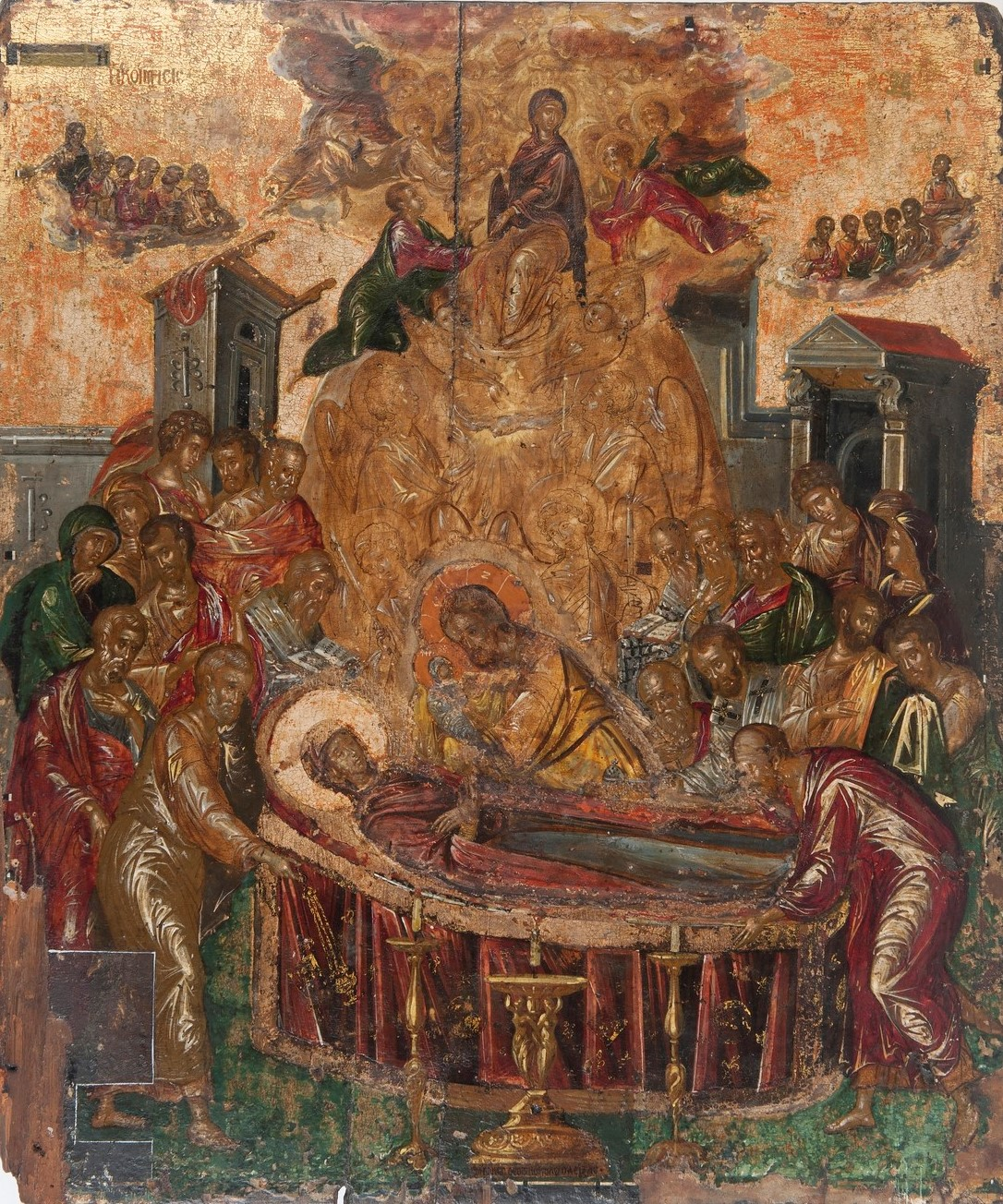
Dormition de la Vierge Marie (Le Greco), avant 1567.
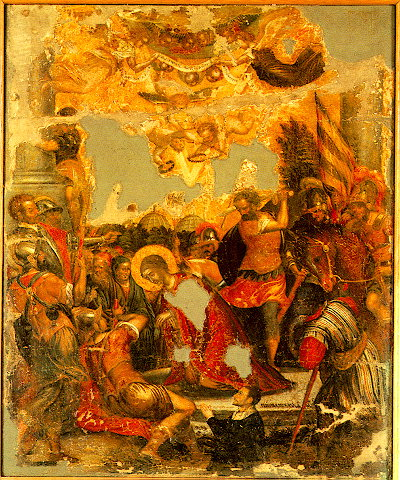
Martyre de sainte Parascève (Michel Damaskinos).
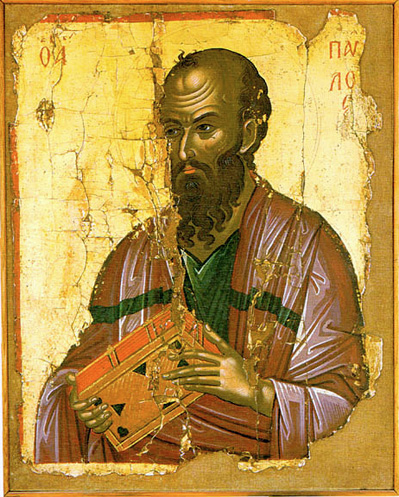
Apôtre Paul (Théophane le Crétois).

## Source
- (ru) Cet article est partiellement ou en totalité issu de l’article de Wikipédia en russe intitulé « Критская школа » (voir la liste des auteurs).